# Lenguas arahuacas del alto Amazonas
Las lenguas arahuacas del alto Amazonas o lengua arahuacas del interior, son un grupo, probablemente filogenético, de las lenguas arahuacas habladas en Colombia, Venezuela Perú y Brasil.

## Clasificación

### Kaufman (1994)
Kaufman (1994) da la siguiente clasificación (la terminología de Aikhenvald va entre paréntesis, el signo (†) denota grupos o lengua extintos):
- Nawiki occidental (Grupo colombiano)
  - Grupo wainumá (†)
    - Wainumá (†)
    - Mariaté (†)
    - Anauyá (†)

  - Grupo piapoko
    - Achagua (Achawa)
    - Piapoco
    - Amarizana (†)
    - Caviyari (Cabiyarí) (†?)

  - Grupo warekena
    - Guarequena (Warekena)
    - Mandahuaca (Mandawaka)

  - Grupo de Río Negro (†)
    - Jumana (Yumana) (†)
    - Pasé (†)
    - Cawishana (†)

  - Grupo yucuna
    - Yucuna (Jukuna)
    - Guarú (†)
- Nawiki oriental (alto Río Negro)
  - Tariana
  - Grupo karu
    - Kurripako (Ipeka-Tapuia-Curripako)
    - Baniwa (Carútana-Baniwa de Içana)
    - Katapolítani-Moriwene-Mapanai (Kadaupuritana)
- Resígaro (†?)
- Alto Amazonas central (Orinoco) (†)
  - Grupo baré (†)
    - Marawá (†)
    - Baré (†)
    - Guinao (†)

  - Grupo yavitero (†)
    - Yavitero (†)
    - Baniva (Baniwa de Guainía)
    - Maipure (†)
- Manao (Río Negro medio) (†)
  - Manao (†)
  - Kariaí (Cariyai) (†)

Kaufmann deja por clasificar las siguientes lenguas extintas:
- Shiriana (Xiriâna, Yabaána (†), Waraikú]] (Araikú) (†), Wiriná]] (†).

### Aikhenvald (1999)
Aikhenvald (1999) clasificó un par de lenguas que Kaufmann dejó por clasificar (Shiriana, Yabaâna), pero deja muchas otras lenguas del grupo nawiki occidental como no clasificados (por falta de información fidedigna). Muchas lenguas como el maipure, el resígaro, el cawishana, el mandahuaca o el guarequena son reclasificados. Esta autra trata a los grupos yucuna, karu (baniwa), y baré como lengua únicas y no como grupos de lenguas. Su clasificación es:
- Nawiki occidental (Colombiano)
  - Maipure (†)
  - Resígaro (†?)
  - Achagua (Achawa)
  - Piapoco
  - Caviyari (Cabiyarí) (†?)
  - Yucuna (Jukuna) (dialecto: Guarú (†))
- Nawiki oriental (alto Río Negro)
  - Tariana
  - Baniwa (Carútana-Baniwa) (dialectos: Curripako, Catapolítani)
  - Guarequena (Warekena)
- Alto Amazonas central (Orinoco) (†)
  - Mandahuaca (Mandawaka)
  - Yabaâna (†)
  - Baré (†) (dialecto: Guinao)
  - Yavitero (†)
  - Baniwa de Guainía (Abane, Baniva)
- Manao (curso medio del Río Negro) (†)
  - Manao (†)
  - Shiriana (Xiriâna)
  - Cawishana (Kaiʃana) (†)

No clasificadas (†): wainumá, mariaté, anauyá, amarizana, yumana (jumana), pasé, kariaí (cariyai), waraikú (araikú), wiriná. Cabre (cavare) se hablaba en el área de las lenguas nawiki orientales, aunque sólo se conocen unas pocas palabras de esta lengua. El "ponares" listado en Ethnologue no sería una lengua diferente sino una variedad de piapoco o achagua.

## Comparación léxica
Los numerales en diferentes lenguas arahuacas septentrionales son:
| GLOSA | Nawiki occidental | Nawiki occidental | Nawiki occidental | Nawiki occidental | Nawiki oriental | Nawiki oriental | Nawiki oriental | Nawiki oriental | Río Negro     | Río Negro   | Río Negro     |
| GLOSA | Piapoco           | Achagua           | Yucuna            | Resígaro          | Warekena        | Tariana         | Baniwa de Içana | Kurripako       | Cawishana     | Passé       | Yumana        |
| ----- | ----------------- | ----------------- | ----------------- | ----------------- | --------------- | --------------- | --------------- | --------------- | ------------- | ----------- | ------------- |
| '1'   | abeː-             | áːbai             | paxluwa           | sagú              | apáːba-         | paː-            | apa-da          | pa-ða           | bäla          | apeala      | aphüllá       |
| '2'   | puʧásai-          | ʧáːmai            | iyamá             | migaːkú           | dauntá-         | ñama- yama-     | ʣama-da         | yama-ða         | mätallá       | packéama    | biágma        |
| '3'   | máizi-            | matáli            | wixi              | 2+1               | mabaitalí-      | madali-         | madaɬi-da       | maðaɾika        | bamäbikáʔá    | mapeama     | mabäagma      |
| '4'   | bainúaka          |                   | paʔu              | poʔʦáːvágaːhí     |                 | kephunipe       | likwadaka       | ɾikwaðaka       | lawauː- gabi  | puke-amama  | tilalüʧbüa    |
| '5'   | abe-éma wa-kápi   |                   | 1x5               | siʔosí            |                 | pa-kapi 1x5     | pema- pa-kapi   | pema pakapi     | loamá- nokápe | upanachapiː | apora-gabí    |
| '6'   | 5+1               |                   | 5+1               | 5+1               |                 | 5+1             | 5+1             |                 |               |             |               |
| '7'   | 5+2               |                   | 5+2               | 5+2               |                 | 5+2             | 5+2             |                 |               |             |               |
| '8'   | 5+3               |                   | 5+3               | 5+2+1             |                 | 5+3             | 5+3             |                 |               |             |               |
| '9'   | 5+4               |                   | 5+4               | 5+4               |                 | 5+4             | 5+4             |                 |               |             |               |
| '10'  | puʧásai- wa-kápi  |                   | 2x5               | páʔosíkun̥á        |                 | ñama-kapi 2x5   | 2x5             | loaná- kape     |               |             | ʧubumia- gâbí |

| GLOSA | Orinoco       | Orinoco      | Orinoco  | Otros      | Otros   | Otros    | Otros     | PROTO-        |
| GLOSA | Baniva        | Baré         | Yavitero | Anuyá      | Mariaté | Wainumá  | Manao     | PROTO-        |
| ----- | ------------- | ------------ | -------- | ---------- | ------- | -------- | --------- | ------------- |
| '1'   | yabibulini    | makutɨ       | áːapê'ʦa | ahiari     | apəkerɨ | apágeri  | panîmu    | *(a)pa-       |
| '2'   | enábe         | pikûna       | nʦâ'me   | mahoren    | meʧema  | maʧahma  | piarukûma | *piama        |
| '3'   | yabébuli      | kilikunama   | máːdali  | marahunaka | atəpo   | maʦɨcke  | 2+1       | *mapa- *mada- |
| '4'   | yunulibunutsi | kasalɨmacaka |          |            | atəpui  | ahpagopi |           | *             |
| '5'   | pinawiáphi    |              |          |            |         | ahpagapi |           | *pa-kapi      |
| '6'   | pimiri        |              |          |            |         |          |           | *5+1          |
| '7'   | yumaliwi      |              |          |            |         |          |           | *5+2          |
| '8'   | piurwili      |              |          |            |         |          |           | *5+3          |
| '9'   | pieirurwhi    |              |          |            |         |          |           | *5+4          |
| '10'  | picalaùrwhili |              |          |            |         | umahni   |           | *2x5          |